# Carlos Manuel de Céspedes y Quesada

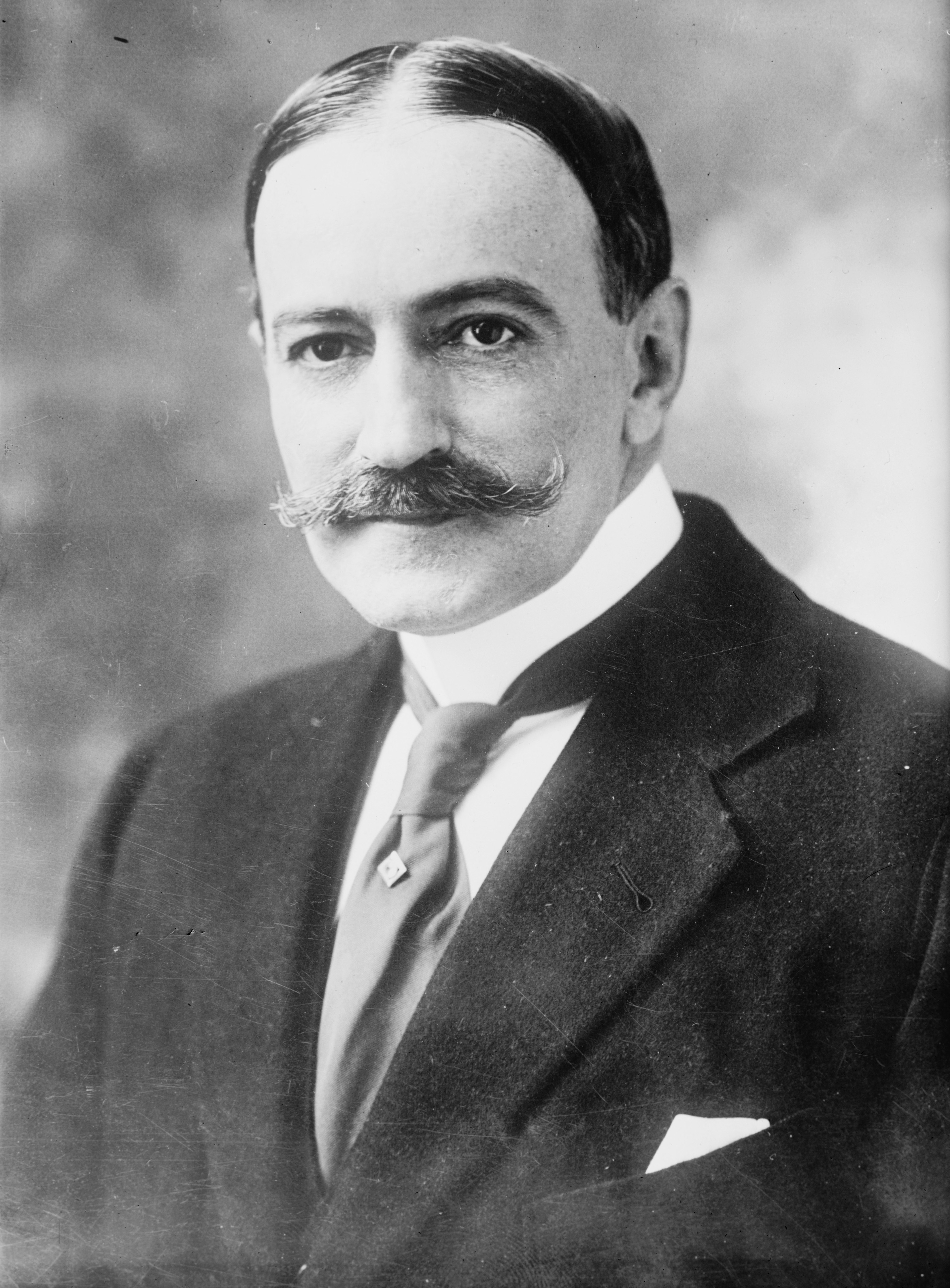
Carlos Emanuel de Cepedes y Quesada

Carlos Manuel de Céspedes y Quesada (12 de agosto de 1871, Nova York, Nova York, Estados Unidos - 28 de março de 1939, Vedado, Havana, Cuba) foi um escritor cubano, político, diplomata e presidente de Cuba. 

## Biografia
Foi educado na cidade de Nova York até 1885, quando sua mãe o levou com sua irmã gêmea para a Alemanha. Posteriormente, formou-se em direito internacional e diplomacia pelo Instituto Stanislas de Paris, na França. Em 1895, voltou a Cuba e, de 1895 a 1898, lutou na Guerra da Independência, tornando-se tenente-coronel e posto revolucionário de governador da Província de Santiago de Cuba.